# Haarbach (Mattenbach)
Der Haarbach ist ein 2,3 Kilometer langer rechter Zufluss des Mattenbachs im Winterthurer Stadtkreis Seen.

## Etymologie
Der Haarbach wurde 1562 erstmals als Hardbach verzeichnet und wurde auch auf der Wildkarte von 1739 auch noch unter diesem Namen geführt. Der Name leitet sich vom ehemals 300 m unterhalb der Quelle rechts des Bachlaufs gelegenen Hof Hard ab. Dieser war im Gegensatz zum Bauernhof Vorderer Etzberg bei der Quelle von Seen her zu sehen. Der heute grossteils eingedolte Unterlauf des Baches hiess früher Schwerzenbach (1569 Schwartzennbach) und deutete auf den schwärzlichen Boden in der Ebene hin.

## Geographie

### Verlauf
Der Haarbach entspringt auf einer Höhe von etwa 547 m ü. M. inmitten des Etzbergs ungefähr auf der Höhe der ehemaligen Lichtung, wo früher der Bauernhof «Vorderer Etzberg» stand.
Er fliesst zwischen Etzbergstrasse und Schönenbergerweg westwärts Richtung Seen. Dort fliesst der Bach im Quartier Sonnenberg zwischen Häuserzeilen Richtung Bahnhof Winterthur Seen. Beim Bahnhof Seen wird der Bach eingedolt und fliesst danach unter der Landvogt-Waser- und Kanzleistrasse Richtung Mattenbach, in den er auf einer Höhe von etwa 465 m ü. M. unterirdisch und von rechts  mündet.
Sein 2,3 km langer Lauf endet ungefähr 82 Höhenmeter unterhalb seiner Quelle, er hat somit ein mittleres Sohlgefälle von etwa 36 ‰.

### Einzugsgebiet
Das Einzugsgebiet des Haarbach liegt im Schweizer Mittelland und wird durch ihn über den Mattenbach, die Eulach, die Töss und den Rhein zur Nordsee entwässert.
Es grenzt
- im Nordosten an das Einzugsgebiet des Tubentalbachs und an das des Hölltobelbachs, die beide in die Eulach münden;
- im Südosten an das des Oberen Andelbachs und an das des Chölbergbachs, die beide über den Chräbsbach in den Mattenbach entwässern;
- im Süden an das des Oberseener Dorfbachs, der in den Mattenbach mündet;
- im Westen an das des Mattenbachs direkt und
- im Nordwesten und Norden an das der Eulach.

Das Einzugsgebiet ist im Bereich des Oberlaufs bewaldet und ansonsten besiedelt. Die höchste Erhebung ist der Hegiberg mit einer Höhe von 594 m ü. M. im Nordosten des Einzugsgebiets.

### Flusssystem Mattenbach
- Fliessgewässer im Flusssystem Mattenbach